# Britská národní strana
Britská národní strana (anglicky British National Party, zkratka BNP) je britská krajně pravicová politická strana, která byla založena v roce 1982. Dlouholetým předsedou strany byl Nick Griffin.

## Program strany
Strana se hlásí k britskému nacionalismu a vystupuje proti masové imigraci a členství Spojeného království v Evropské unii. Ekonomický program strany je středový, vystupuje proti vyhraněnému kapitalismu i ekonomickému socialismu. Udržuje kontakty s odborovým svazem Solidarita.
Ačkoliv je masmédii označována za krajně pravicovou, je v posledních letech kritizována i z druhé strany, tj. za příliš málo radikální program a přílišné ústupky vládnoucímu systému.

## Struktura
- Předseda – Nick Griffin
- Místopředseda – Simon Darby
- Ředitel správy – neobsazeno
- Národní pokladník – Simon Darby
- Právní ředitel – Lee John Barnes
- Editor identity – John Bean
- Editor Hlas svobody – Martin Wingfield
- Vedoucí publicity – neobsazeno
- Vedoucí mladých BNP – John Salvage

### Členstvo
Seznam členů strany je tajný. 20. října 2009 byl uveřejněn seznam straníků na serveru WikiLeaks a obsahoval informace o 11 811 členech včetně několika policistů. Britským policistům je zakázán vstup či podpora Britské národní strany a nejméně jeden policista byl propuštěn kvůli svému členství.

## Volební výsledky
V současnosti má zastoupení v místních samosprávách různých úrovní, kam jsou kandidáti voleni většinovým systémem, v Londýnském shromáždění a od roku 2009 má i dva poslance v Evropském parlamentu. V britském parlamentu zastoupena není.

### Všeobecné volby

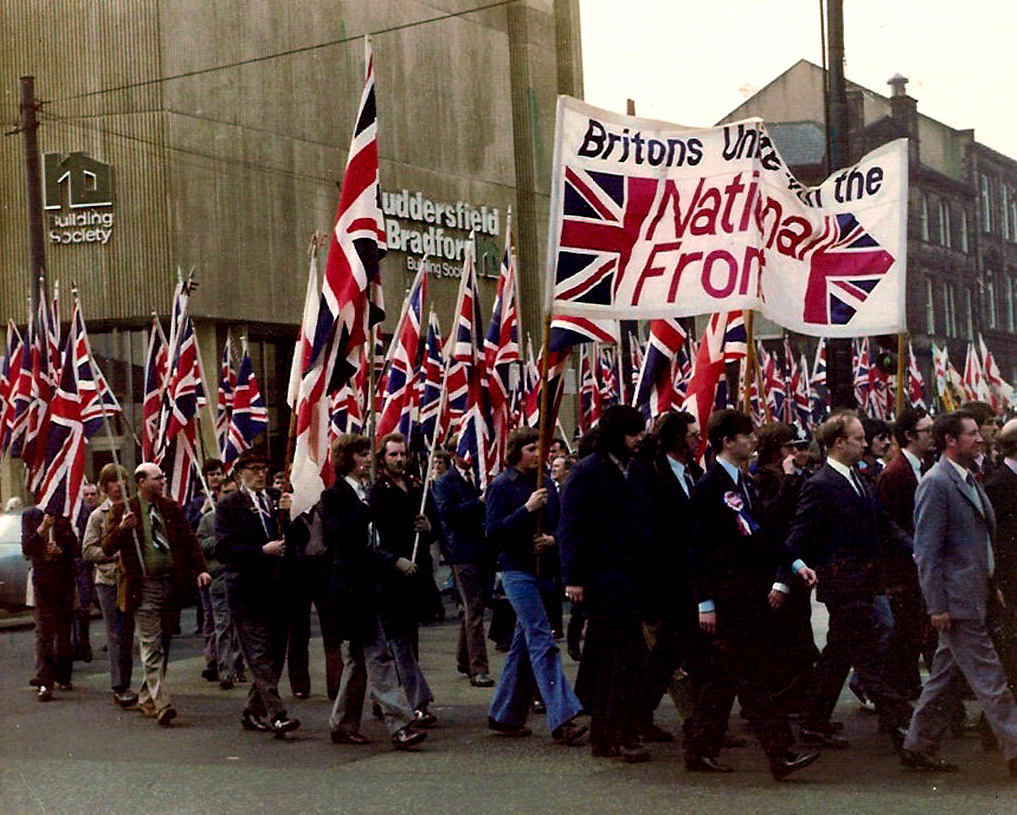
Demonstrace BNF.

| Volební rok | Počet kandidátů | Počet poslanců | Celkový počet hlasů | Procento hlasů | Změna  |
| ----------- | --------------- | -------------- | ------------------- | -------------- | ------ |
| 1983        | 53              | 0              | 14 621              | 0,0%           | -      |
| 1987        | 2               | 0              | 553                 | 0,0%           | 0,0    |
| 1992        | 13              | 0              | 7 631               | 0,1%           | ▲ +0,1 |
| 1997        | 56              | 0              | 35 832              | 0,1%           | ▬ ±0   |
| 2001        | 33              | 0              | 47 129              | 0,2%           | ▲ +0,1 |
| 2005        | 117             | 0              | 192 746             | 0,7%           | ▲ +0,5 |
| 2010        | 339             | 0              | 563 743             | 1,9%           | ▲ +1,2 |
| 2015        | 339             | 0              | 1 667               | 0,0%           | ▼ -1,9 |

### Evropské volby
| Volební rok | Počet hlasů | Procento hlasů | Změna   | Počet mandátů |
| ----------- | ----------- | -------------- | ------- | ------------- |
| 1994        | 12 469      | 0,0%           | –       | 0             |
| 1999        | 102 647     | 1,13%          | ▲ +1,13 | 0             |
| 2004        | 808 200     | 4,9%           | ▲ +3,77 | 0             |
| 2009        | 943 598     | 6,2%           | ▲ +1,3  | 2             |
| 2014        | 179 694     | 1,09%          | ▼ -5,11 | 0             |

## Zahraniční vztahy
Dne 28. října 2008 přijel předseda BNP Nick Griffin na pozvání Národní strany do Prahy. Již předtím se Národní strana zúčastnila (ještě se švédskými nacionalisty) setkání ve Spojeném království, kde byla mimo jiné uctěna památka československých letců v RAF.